# 吴文科
吴文科（1963年—），笔名闻克，男，甘肃清水人，中国曲艺理论家，现任中国艺术研究院曲艺研究所所长，研究员、博士生导师，中国曲艺家协会副主席。